# قتيلة بنت قيس
قتيلة بِنْت قَيْس بن معديكرب الكِندية، أخت الأشعث بن قيس. تزوجها محمد بن عبد الله رسول الله في أواخر حياته ولم يدخل بها، وتزوّجت بعده عكرمة بن أبي جهل، وتشير النصوص الإسلامية أنها ارتدت ثم رجعت للإسلام لاحقا، ورد ذكرها في كتب تراجم الصحابة لأبو نعيم الأصبهاني وابن عبد البر وأبو موسى المديني.
وروى ابن عبّاس أن زواج النبي منها كان بعد استعاذة زوجة أخرى هي أسماء بنت النعمان منه وغضبه لذلك، فكان أن عرض عليه الأشعث بن قيس تزويجه أخته، فوافق النبي، وأن الأشعث ذهب إلى حضرموت لإحضارها فمات النبي في تلك الأثناء، فردها إلى بلاده وارتدّا عن الإسلام. وأنه تزوّجها لاحقا قَيْس بن مَكْشُوح المُرَادِيّ. ورويى داود بن أبي هند أنه تزوجها عِكْرِمة بن أبي جهل فَوَجد أبو بكر من ذلك وَجْدًا شديدًا، فقال له عمر: يا خليفة رسول الله إنّها والله ما هي من أزواجه ما خَيَّرها وَلاَ حَجَبَها ولقد برّأها الله منه بالارتداد الذي ارتدّت مع قومها.
وروى يزيد بن قُسَيْط أنها وهبت نفسها للنبي، وروى هشام بن عروة عن أبيه أنّه كان ينكر ذلك ويقول: لم يتزوّج رسول الله قُتَيْلَة بنت قيس، ولا تزوّج كِنْدِيَّة إلاّ أُخت بني الجَوْن، مَلَكَها وأُتِي بها فلمّا نظر إليها طلّقها، ولم يَبْنِ بها.

وأورد ابن عبد البر في كتابه الاستيعاب في معرفة الأصحاب
وزعم آخرون أَيْضًا أنه تزوجها فِي مرضه.
وَقَالَ منهم قائلون: إنه ﷺ أوصى أن تخير، فإن شاءت ضرب عليها الحجاب وتحرم عَلَى المؤمنين، وإن شاءت فلتنكح من شاءت، فاختارت النكاح، فتزوجها عكرمة بْن أبي جهل بحضرموت، فبلغ أبا بكر، فَقَالَ: لقد هممت أن أحرق عليهما بيتهما، فَقَالَ له عمر: مَا هي من أمهات المؤمنين، ولا دخل بها، ولا ضرب عليها الحجاب.
وَقَالَ الجرجاني: زوجها أخوها منه ﷺ فمات عَلَيْهِ الصلاة والسلام قبل خروجها من اليمن، فخلف عَلَيْهِ عكرمة بْن أبي جهل.
جمع عنها ابن الأثير في كتابة أسد الغابة في معرفة الصحابة فقال:
تزوجها رسول الله صلّى الله عليه وسلّم سنة عشر ثم اشتكى، وقبض ولم تكن قدمت عليه ولا رآها ولا دخل بها. قيل إنه تزوجها قبل وفاته بشهر. وقيل إن النَّبِيّ ﷺ أوصى أن تخير، فإن شاءت ضرب عليها الحجاب وتُحرم على المؤمنين، وإن شاءت طلقها ولتنكح من شاءت. فاختارت النكاح فتزوجها عكرمة بن أبي جهل بحضرموت، فبلغ أبا بكر فقال: لقد همَمْتُ أن أحرق عليهم بيتهما. فقال له عُمر: ما هي من أمهات المؤمنين، ولا دخل عليها، ولا ضرب عليها الحجاب.
وقيل إن رسول الله ﷺ لم يوص فيها بشيء، ولكنه لم يدخل بها، وارتدت مع أخيها حين ارتد، ثم نكحها عكرمة بن أبي جهل، فأراد أبو بكر أن يرجمه، فقال عُمر: إن رسول الله ﷺ لم يدخل بها، وليست من أمهات المؤمنين، وقد برأها الله عَزَّ وجَلّ بالردّة. فسكت أبو بكر.
وفيها وفي غيرها من أزواج النَّبِيّ ﷺ اللاتي لم يدخل بهنّ، اختلاف كثير لم يتحصل منه كثير فائدة، وقد ذكرنا عند كل امْرَأَة ما قيل فيها. والله أعلم.

وذكر ابن سعد في كتاب الطبقات الكبير حديث عن ابن عباس